# 约翰·戴利 (拳击运动员)
约翰·劳伦斯·戴利（英語：John Lawrence Daley，1909年8月26日—1963年2月7日），美国男子拳击运动员。他曾代表美国参加1928年夏季奥林匹克运动会拳击比赛，获得男子118磅银牌。他在奥运后成为职业选手，但只参加四场比赛。